# Bessais-le-Fromental

Bessais-le-Fromental este o comună în departamentul Cher, Franța. În 1 ianuarie 2022 avea o populație de 293 de locuitori.